# Алексей Шчусев
Алексей Викторович Шчусев (1873 – 1949) е известен руски и съветски архитект.
Той е член на Художествената академия (1910), член на Академията по архитектура на СССР (1939), академик на Академията на науките на СССР (1943), заслужил архитект на СССР (1930).
Публикува над 200 труда. Член е на журито на конкурса за общ градоустройствен план на София през 1945 г. Носител е на Държавна награда на СССР през 1941, 1946, 1948 и (посмъртно) 1952 г.

## Главни творби
- Градоустройствен план „Новая Москва“ (1918 – 1923)
- Казанската гара, Москва (1913 – 1926)
- Мавзолей на Ленин (1924 – 1930)
- Всесъюзна селскостопанска изложба, главен архитект
- Хотел „Москва“, Москва
- Метростанция „Комсомолская (Кольцевая)“, Москва

## Архитектурно творчество
- Мавзолей на Ленин
- Църквата в Наталиевка, Харковска област
- Храм Сергий Радонежский на Куликовското поле.
- Църква Покров Богородичен в Марфо-Мариинския манастир, Москва
- Параклис „Св. Атанасий“, Псков
- Народен комисариат на земеделието на СССР, Москва
- Казанската ЖП гара, Москва
- Метростанция „Комсомольская“, Москва
- Хотел „Москва“
- Оперният театър в Ташкент
- Реконструиране на зданието на НКВД, Лубянка
- Сграда на Ростовския насип, Москва
- Павилионът на Русия, градини на Венецианското биенале, открит през 1914